# Mathaux
Mathaux település Franciaországban, Aube megyében. Lakosainak száma 212 fő (2022. január 1.). Mathaux Blaincourt-sur-Aube, Brévonnes, Brienne-la-Vieille, Brienne-le-Château, Pel-et-Der és Radonvilliers községekkel határos.

## Népesség
A település népessége az elmúlt években az alábbi módon változott:
| Lakosok száma | 238  | 167  | 186  | 224  | 208  | 201  | 200  | 198  | 204  | 212  |
|               | 1968 | 1982 | 1990 | 2006 | 2013 | 2015 | 2017 | 2019 | 2020 | 2022 |